# Huelga de transportes en España de 2008
La llamada huelga de transportes en España del año 2008 fue una huelga convocada por las asociaciones de autónomos del sector, y no secundada por la patronal, y que se mantuvo vigente entre el 9 y el 15 de junio, siendo secundado por una gran parte de los camioneros y pescadores. Esto causó importantes perturbaciones a la economía nacional.
El motivo del cierre fue el incremento del precio de los combustibles, que provocó un gran número de pérdidas en el sector del transporte y de la pesca. Este incremento, relacionado con la crisis global de 2008, se producía sobre un trasfondo de sobredimensionamiento del parque de transportistas surgido al calor de la burbuja inmobiliaria, que ahora se enfrentaba a la pérdida de pedidos en el sector de la construcción debido a la explosión de la misma como consecuencia de la crisis hipotecaria de 2007. En consecuencia, los transportistas sufrían mayores costes en un mercado contraído que presionaba los precios a la baja.
Los paros fueron convocados por las Asociaciones Antid, Fenadismer (Federación Nacional de Asociaciones de Transporte de España) y Cofedetrans (Confederación Nacional de Transporte por carretera), además de varias asociaciones independientes y grupos locales y regionales de transportistas.
Ante el miedo al desabastecimiento, el consumo de combustibles aumentó un 40 por ciento, lo que desencadenó multitudinarias colas en gasolineras y el agotamiento de las reservas de algunas de ellas en cuestión de días. Sin embargo, la policía escoltó a los camiones cisterna para abastecer las gasolineras y garantizar el suministro de combustible.

## Desarrollo
Los piquetes huelguistas provocaron varios incidentes y daños, incluido el incendio de vehículos que no se habían sumado al cierre, con un saldo de numerosos heridos. El 11 de junio, un camionero miembro de un piquete, murió atropellado en Atarfe (Granada) al intentar obstruir a un camionero que estaba en contra del cierre. Varias factorías automovilísticas del país anunciaron la suspensión de su actividad por la falta de suministros, entre ellas: SEAT en Martorell, Renault en Valladolid y Mercedes-Benz en Vitoria. Además en Cataluña se llegó a un desabastecimiento de gasolina en el 80% de las gasolineras y en Madrid el porcentaje de desabastecimiento alcanzó el 20%.
De igual modo, el transporte de productos perecederos, como leche y frutas se vio seriamente afectado, ante la acumulación del género en los lugares de producción y suministro.
Mercamadrid anunció que a partir del día 12 de junio, comenzarían a notarse los efectos del desabastecimiento. De todos modos el día 11 de junio ya se notaba este desabastecimiento en muchas grandes superficies y pequeños comercios. Los dueños de estos últimos optaron por comprar mercancía y transportarla en sus coches para evitar a los piquetes. Muchos proveedores utilizaron también vehículos particulares para mantener el suministro a sus clientes.
Durante el transcurso del cierre, una decena de empresas —entre las que se encuentran Ford, Seat, Nissan o Campofrío—, presentaron Expedientes de regulación de empleo (EREs), alegando que el mismo había dejado desabastecidas algunas factorías y no podían hacerse cargo de las pérdidas causadas. Celestino Corbacho, Ministro de Trabajo del Gobierno declaró que los EREs le parcecían «una excusa» y que el gabinete miraría «con lupa» todos los expedientes presentados. A finales de junio el Departamento de Trabajo de la Generalidad de Cataluña denegó a Seat el ERE de 20.000 personas que había solicitado.

## Finalización
Los representantes de las organizaciones reclamaban al Gobierno el establecimiento de una tarifa mínima para el gasóleo. El Gobierno aseguró que era imposible de acometer porque rompería el libre mercado; en su lugar, ofrecieron un paquete de 54 medidas aceptado por las patronales de transportistas que no habían secundado el paro. Por otra parte, tras varios días de tolerancia, el Ministerio del Interior dio orden a la policía para que despejase las carreteras y asegurara el normal funcionamiento de la economía.
Tres de las asociaciones que aún mantenían el cierre acordaron el día 15 de junio suspenderlo temporalmente, pero descartaron desconvocarlo. Dijeron que era para no causar más problemas a la "maltrecha economía del sector"; aunque siguieron buscando un acuerdo con el Gobierno. A efectos prácticos, estas acciones finalizaron el cierre.